# Cratere Burnham
Burnham è un cratere lunare di 24,09 km situato nella parte sud-orientale della faccia visibile della Luna.
Il cratere è dedicato all'astronomo statunitense Sherburne Wesley Burnham.

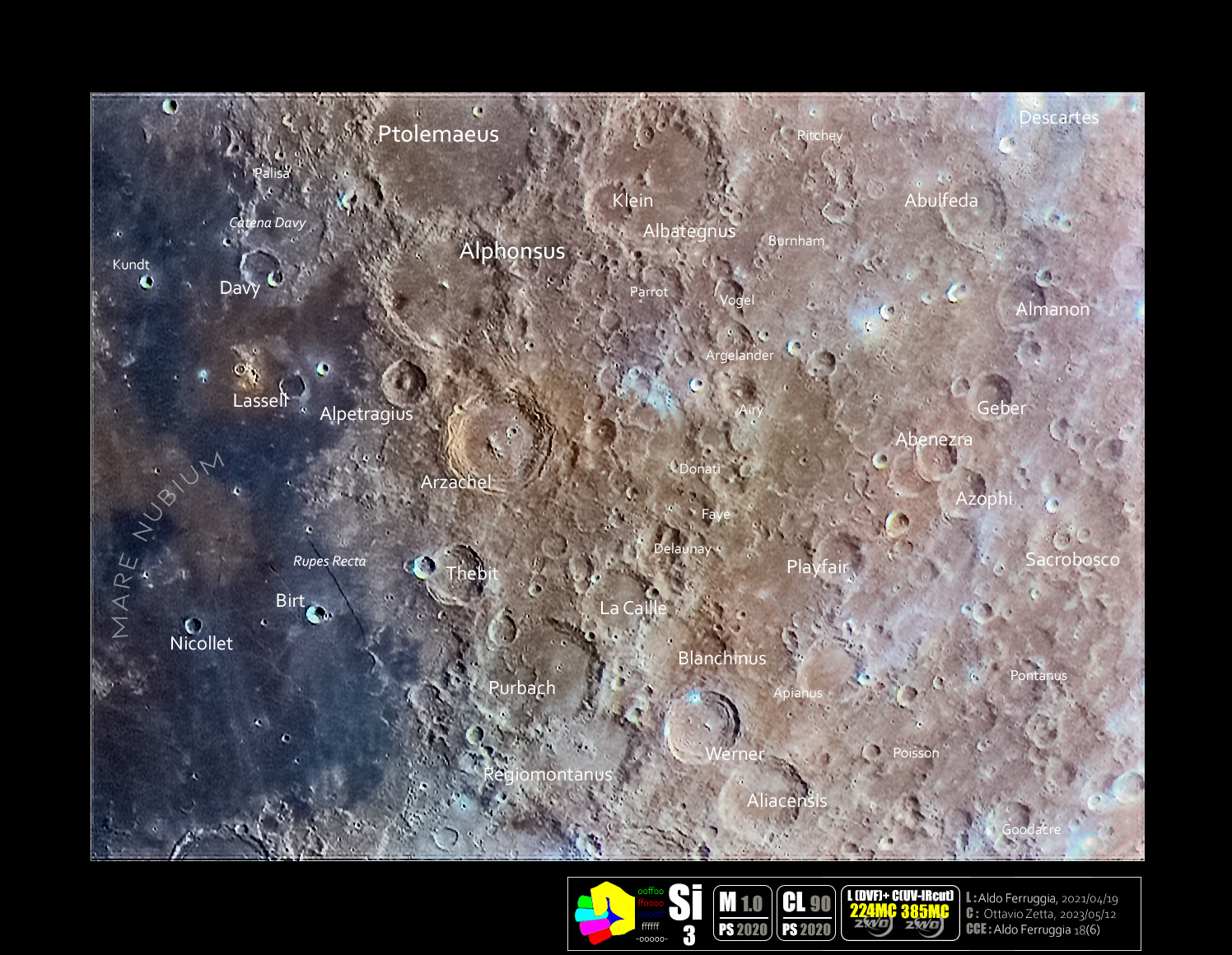
Il cratere(al centro in alto) con le strutture vicine in una Immagine Selenocromatica(Si)

## Crateri correlati
Alcuni crateri minori situati in prossimità di Burnham sono convenzionalmente identificati, sulle mappe lunari, attraverso una lettera associata al nome.
| Burnham | Coordinate           | Diametro (in km) |
| ------- | -------------------- | ---------------- |
| A       | 14°48′00″S 7°01′48″E | 6,11             |
| B       | 15°21′36″S 7°13′12″E | 3,4              |
| F       | 14°21′00″S 6°52′48″E | 8,42             |
| K       | 13°41′24″S 7°24′00″E | 3,12             |
| L       | 14°18′00″S 7°34′12″E | 3,8              |
| M       | 14°07′12″S 9°01′12″E | 9,32             |
| T       | 14°37′48″S 9°28′12″E | 3,42             |